# 今野由愛
今野 由愛（いまの ゆめ、1985年3月7日 - ）は、東京都出身で、日本の元AV女優である。イオンプロモーションに所属していた。

## 略歴
2004年にAVデビュー。
2005年に今野の初レズの相手の三上翔子や広瀬奈央美とともにケイ・エム・プロデュースの企画レーベルおかず。のキャンペーンガール、おかずっ娘。にも選ばれた。
2007年3月末をもって引退した。

## 作品

### アダルトビデオ
2004年
- 言葉しばり[知的なソフトSM] （2月5日、ドリームチケット）
- 就職活動[ワイセツ人材募集] （3月4日、ドリームチケット）オムニバス作品
- 萌えて性春!! 涼華学院 女子テニス部 （4月3日、ディープス）
- ブラックマーケット 第3章 （4月30日、アリーナ・エンターテインメント）
- おいしいロリレズ ジュワッと果汁キッス （5月20日、ディープス）
- ベイビーフェイスをやっつけろ!DVD edition3 （5月21日、KUKI）オムニバス作品
- 女遊戯 獄辱の記憶 （5月25日、アートモデルズ）
- い･も･う･と 今野由愛 （6月11日、デジタルバンク）
- 淫乱3･ボクノオモチャ･ （7月16日、桃太郎映像出版）
- HIGH SCHOOL FUCK （8月8日、アイデアポケット）オムニバス作品
- 不倫温泉旅行は最高 作曲家とアイドル歌手が伊豆湯ヶ野温泉の旅編 （8月10日、ホットエンターテイメント）
- ゴスロリ×甘ロリ （9月9日、ナチュラルハイ）
- DEEP･INSIDE･HOLE 5 （9月10日、桃太郎映像出版）
- エロエロギャルズ[女子高生&ナース達のエロ大洪水] （9月26日、KUKI）
- 淫辱の虜 （9月30日、アリーナエンターテインメント）
- 痴女eggsCHO→イケてる渋谷カリスマGALS （10月21日、SODクリエイト）
- イイ女狩り3 （10月22日、うまなみ。）
- あゆ コス4 （10月29日、ケイ・エム・プロデュース）
- 凌辱 女子校生精液地獄 （11月13日、隼エージェンシー）
- もしもこんな痴女がいたら･･･。 3 （11月17日、うまなみ。（ケイ・エム・プロデュース））
- 近親痴族 Vol.6 発情彷徨う近親相姦絵巻 （12月7日、麒麟堂）
- 女子校生強制中出し 4 （12月15日、隼エージェンシー）
- キス・コレクション 25人のべろんちょ娘 （12月15日、隼エージェンシー）
- フェラコレ2004 フェラマニア完全保存版 40人のフェラジェンヌ （12月15日、隼エージェンシー）
- 女子校生ワイセツ図鑑 （12月15日、MOODYZ）オムニバス作品
- 集団痴女ナース 完全版 （12月17日、ケイ・エム・プロデュース）
- ふたりのエッチ （12月17日、うまなみ。）
- 変態少女趣味 少女人形変態飼育調教記 （12月20日、ロッソ）
- 僕、専用。18号[YUME] （12月21日、ゴーゴーズ）
- 24人のカリスマアイドル4 （12月24日、ケイ・エム・プロデュース）オムニバス作品

2005年
- 僕、専用。Special 七天使激闘編 〜まごころをきみに〜（1月7日、ゴーゴーズ）
- オナニスト ［第九章］ （1月15日、隼エージェンシー）
- 義母と同性愛 2 （1月20日、ホットエンターテイメント）
- 放課後 女子校生狩り （1月21日、うまなみ。）
- 友達の妹は最高 （1月25日、ホットエンターテイメント）オムニバス作品
- 本物痴漢師バス （1月25日、ホットエンターテイメント）
- HARDCORE LESBIAN 極秘アブノーマルレズの底なし沼に浸りきり（2月5日、ドリームクリエイト）
- もしもこんな超高級ソープがあったら･･･。4 （2月18日、うまなみ。）
- 娘の友達は最高 （2月20日、ホットエンターテイメント）オムニバス作品
- あゆ×コス×レズ （3月4日、アイエナジー）
- 萌えコス。スペシャル Vol.02 萌え系マニア編 （3月16日、タカラ映像）
- FACE[フェイス] 81 （3月18日、アウダースジャパン）
- 裏FACE 催眠[赤]9 （3月18日、アウダースジャパン）
- 女が女をレイプするのは最高 （3月20日、ホットエンターテイメント）
- めがねっ娘…。2 （3月27日、メディアステーション）
- なりきり24時間〜マジシャン〜（4月5日、アウダースジャパン）
- [eyes] （4月7日、オーロラプロジェクト）
- 萌えコス。[ゴスロリ] （4月8日、タカラ映像）
- ももねこてぃ〜んず26 （4月12日、ワールドユニティ）
- 体感ファックif････家出女子高生・由愛をゲットせよ （4月15日、桃太郎映像出版）
- オジコンギャル達は何故オヤジを愛するようになったのか?（4月20日、ホットエンターテイメント）オムニバス作品
- エロレンジャー（4月20日、ネクストイレブン）
- 妹 〜禁断の中出し〜（4月22日、タカラ映像）オムニバス作品
- PCSport（ぴーしーすぽると）59（4月25日、ワールドユニティ）
- 密室 完全版 （4月27日、ゴーゴーズ）
- 女子校生レイプ 犯されまくる9人の女子校生 （5月18日、隼エージェンシー）
- 合法ドラッグ!!電気アンマでイカせまくり!! 完全版 （5月27日、ケイ・エム・プロデュース）
- めがねっ娘…。4時間 （5月27日、メディアステーション）『めがねっ娘…。2』のセルDVD化作品
- アキバ系アニメコス美少女萌え! 紋舞らん （6月5日、レアル・ワークス）
- 合法ロ●ータ4 淫行2時間スペシャル （6月16日、アイエナジー）
- うまなみプレゼンツ6 イイ女狩り 4時間 （6月24日、ケイ・エム・プロデュース）
- ベビーギャル 今野由愛スペシャル （6月25日、ホットエンターテイメント）
- ぺろぺろCandy （7月7日、イフリート）
- 中出しパニック 2 （7月10日、麒麟堂）
- 近親強姦 妹が可愛いすぎるのでやっちゃいました。（7月13日、隼エージェンシー）
- ぼくの子宮 （7月15日、グリッターフィルムズ）
- 撮影現場からGET!!9 （7月15日、桃太郎映像出版）オムニバス作品
- Sweet Days Memorial （7月21日、ワールドユニティ）
- うまなみプレゼンツ 7 痴女4時間 2 （7月22日、ケイ・エム・プロデュース）うまなみ。作品『もしもこんな痴女がいたら･･･。 3』のセルDVD化作品
- レアル スーパーベスト 8時間 （7月22日、レアル・ワークス）オムニバス作品
- 今野由愛のプライベート映像が流出しました!! （8月10日、オブテイン・フューチャー）
- まんコレクター 『30人のおま○こファイル』もちろんチ○ポも入れてます! （8月10日、隼エージェンシー）
- スク水女子校生 （8月19日、デジタルバンク）オムニバス作品
- 超高級ソープ4時間SPECIAL 4 （8月19日、ケイ・エム・プロデュース）うまなみ。作品『もしもこんな超高級ソープがあったら･･･。4』のセルDVD化作品
- 夢叶 YUME KANAU （8月26日、オーロラ・プロジェクト）
- 発情パフォーマンス （9月13日、隼エージェンシー）
- 女子校生拉致監禁 28 （9月16日、ゴーゴーズ）
- お人形あそび 2 （9月23日、デジタルバンク）
- Sweetie’s Hotel*05 （9月30日、ゴーゴーズ）
- ギャルイマラチオ（10月1日、ロッソ）
- 淫欲接吻母娘愛（10月4日、アウダースジャパン）
- 女だらけの看護婦レズ温泉（10月10日、トライハートコーポレーション）
- 制服カメラ7 （10月10日、ドリームチケット）
- 極上4時間 手淫&舌淫SPII （10月13日、隼エージェンシー）
- Lip Fuck Fetish（10月20日、ネクストイレブン）オムニバス作品
- 好奇心旺盛な女子校生集団痴女の担任教師になってHな質問責めされてみませんか? （10月21日、アリスJAPAN（ジャパンホームビデオ））
- ロリータ飼育狂時代 （11月22日、グローリークエスト）
- 24人のカリスマアイドル5 （12月16日、ケイ・エム・プロデュース）オムニバス作品
- 女子校生に優〜しく小バカにされたい （12月23日、エムズファクトリー（アロマ企画））

2006年
- バスガイドのきれいなお姉さんがしてあげる（1月20日、ジェイモデル）
- レズトラベル in USA （2月20日、イマージュ）
- 萌えコス。スペシャル Vol.02 萌え系マニア編（3月16日、タカラ映像）オムニバス作品
- 公共の乗り物で本当に起こったエロ話 （3月20日、ホットエンターテイメント）オムニバス作品
- 集団女子校生痴女 卒業バス旅行編 （3月24日、メディアステーション）
- Fetish Lesbian 25 （4月5日、ドリームクリエイト）
- I Loveオジサン （4月15日、ワープエンタテインメント）
- 淫乱痴女学園2 （5月1日、アイデアポケット）
- いっぱい出してネ 今野由愛 （5月17日、なにわ書店）
- スーパー野外露出電話BOXで電動マッサージ器攻撃 3 （5月19日、タイガーマイスターズ）
- 近親相姦 母と息子 愛染恭子 （5月25日、マドンナ）
- レズ姫 呪縛愛 ゆめ&まゆら （6月、グリッターズフィルム）
- 実録淫行 シースルーDX 今野由愛 （6月7日、ROOT69）
- 官能熟女の痴的淫戯 （6月16日、バスコ・ジャポン）
- 街角でスカートの脇の切れ目に手を入れて指マンするのが最高 3 （6月25日、ホットエンターテイメント）
- なまハメ中出し注入〜従順メイド編（7月14日、デジタルバンク）オムニバス作品
- 女だらけの世界11 痴・女子アナ編（8月1日、MOODYZ）
- 集団痴女 お姉ギャル 完全版 （8月18日、おかず。（ケイ・エム・プロデュース））
- 夢のメイド御殿 2 （9月1日、MOODYZ）
- 英國給仕 まどろい （9月5日、ドリームチケット）
- ギャル痴女っ!! （9月7日、SODクリエイト）
- 今野由愛のHow do you do!? （9月20日、ジェイモデル）
- Bloomer.PM4：25 放課後ブルマ 夕方、静かな教室で （10月15日、ドリームチケット）
- 天使さまっ 7（10月20日、ゴーゴーズ）
- うまなみ。プレゼンツ23 女子校生狩り4時間 2（10月20日、おかず。（ケイ・エム・プロデュース））うまなみ。作品『放課後 女子校生狩り』のセルDVD化作品
- カミカゼプレミアム006 今野由愛（10月25日、カミカゼ）
- 〜甘美で卑猥な女3人レズ性活〜美味しい唾液と挿して感じるベロチンコ（11月1日、V（ヴィ））
- 集団痴女ギャルサー 完全版 （11月17日、おかず。（ケイ・エム・プロデュース））
- 口マンコ 7 〜ミニマムモザイクフェラ〜（12月1日、MOODYZ）
- 痴立 ハーレムメイドスクール（12月15日、ジェイモデル）
- 巨乳霊 （12月18日、シャイ企画）
- 集団エロカワNIGHT FEVER痴女 （12月19日、クロス）
- モロ出し水中運動会 3 （12月20日、イマージュ）

2007年
- 夢のメイド御殿 至極のご奉仕乱交 （1月1日、MOODYZ）
- 白い痴女と黒い痴女 （1月5日、ワープエンタテインメント）
- 超[チョ〜]お宝 VOL.02 （1月15日、ワープエンタテインメント）
- THE KING GAME 2 （1月20日、アレックス）
- ロマンのポルノ色情4時間MAX （1月26日、ビッグモーカル）
- 嫉妬 インケイジュ （2月5日、ワープエンタテインメント）
- 近親レイプ4時間 （2月10日、隼エージェンシー）
- 放課後レズビアン 思春期のビラビラ （3月16日、メディアアーツ）
- 今●由愛の裏モザイク無しビデオ （3月17日、エイチ・エス映像）
- ヤリすぎウテウテ痴女学院20人! 入学式があったよ!痴女がいっぱいキター!! （4月5日、ディープス）
- 罰 カネに貪欲なGal2名の絶対に犯ラレちゃう賞金稼ぎ （4月5日、ワープエンタテインメント）
- 医療セクハラ! 化粧品会社の女子社員の皆さ〜ん! 女性専用!穴までイジる「春の健康診断」しましょうね。（4月19日、LADY×LADY）
- Tokyo Girl’s Style EXTRA#01 （4月19日、ZONE）
- 彼女のカノジョと 19 （4月27日、ゴーゴーズ）
- うまなみプレゼンツ 30 もしも彼女が14人いたら･･･。 4時間 〜ヤリたい放題14連発!!〜（4月27日、おかず。（ケイ・エム・プロデュース））※うまなみ。作品『ふたりのエッチ』のセルDVD化作品。
- ミリオンドリーム2007前編 ミリ商、痴女-1グランプリに出場! （5月3日、ケイ・エム・プロデュース）※AV OPEN 2007エントリー作品
- 美少女学園の皆さ〜ん!勝負!女子校生VS女教師「イカせあいBATTLE」です。（5月17日、LADY×LADY）
- コスプレドールズ VOL.15 （6月15日、映天）
- ミリオンドリーム2007外伝 ロリ痴女チーム編 完全版 〜宇宙学園の天使たち〜（7月27日、ケイ・エム・プロデュース）
- ミリオンドリーム2007 後編 〜意志を継ぐもの〜（8月17日、ケイ・エム・プロデュース）
- 引退!!!ラストエクスタシー （8月17日、レアル・ワークス） ※引退作
- 僕は妹とセックスする（9月20日、ホットエンターテイメント）
- おじいちゃんに汚される孫娘たち（10月20日、ホットエンターテイメント）

### イメージビデオ
- Baby Style Vol.1 （2004年6月10日、イーネット･フロンティア）オムニバス作品
- 今野由愛/ゆめ メコスジ （2005年12月22日、イーネット･フロンティア）

### 映画
- 『ホテトル嬢　癒しの手ほどき』 （2006年）別題．短距離TOBI-UO

### オリジナルビデオ
- 若妻なぶり 愛欲の悶え （2005年7月5日、ビーエムドットスリー）
- 初体験物語 おしえてあげる （2005年、DVD / 2006年4月26日、ビーエムドットスリー）
- 爆裂パチンカー・スーパー大回転 炎の無限継続打法 （2005年）
- 眺めのいい部屋 覗かれた女 （2005年7月23日、TMC）
- くりいむレモン 蕾のかたち （2006年1月27日、フルメディア）
- 禁断(秘)劇場 〜義姉が誘惑する時〜（2006年4月7日、竹書房）3話のオムニバス 第2話に主演
- くノ一妖艶伝 楓 （2007年6月22日、JUNK FILM）